# Рохея ярко-красная
Рохея ярко-красная или рошея ярко-красная (лат. Crassula coccinea) – вид суккулентных растений рода Толстянка (Crassula) семейства Толстянковые (Crassulaceae), естественно произрастающий на территории Капской провинции Южно-Африканской Республики.
Выращивается как декоративное растение.

## Название
Родовое латинское название Crassula происходит от латинского слова crassus, — «толстый», в основном из-за присутствия у растений этого рода сочных листьев.
Видовой латинский эпитет coccinea происходит от лат. coccineus — «алый».

## Описание
Многолетние кустарники, характеризующиеся прямостоячими ветвями высотой до 0,6 м, обладают редковетвистой структурой. Ветки имеют диаметр от 4 до 10 мм, и междоузлия между узлами практически незаметны. Старые листья не опадают. Листья имеют форму от яйцевидной до эллиптической, размеры составляют 12-20(-25) х (4-)10-15 мм. Они острые, с дорзивентральным уплощением и слегка выпуклыми с обеих сторон. Боковые края листьев более или менее загнуты вверх, с краевыми ресничками. Цвет листьев варьирует от зеленого до буровато-красного.

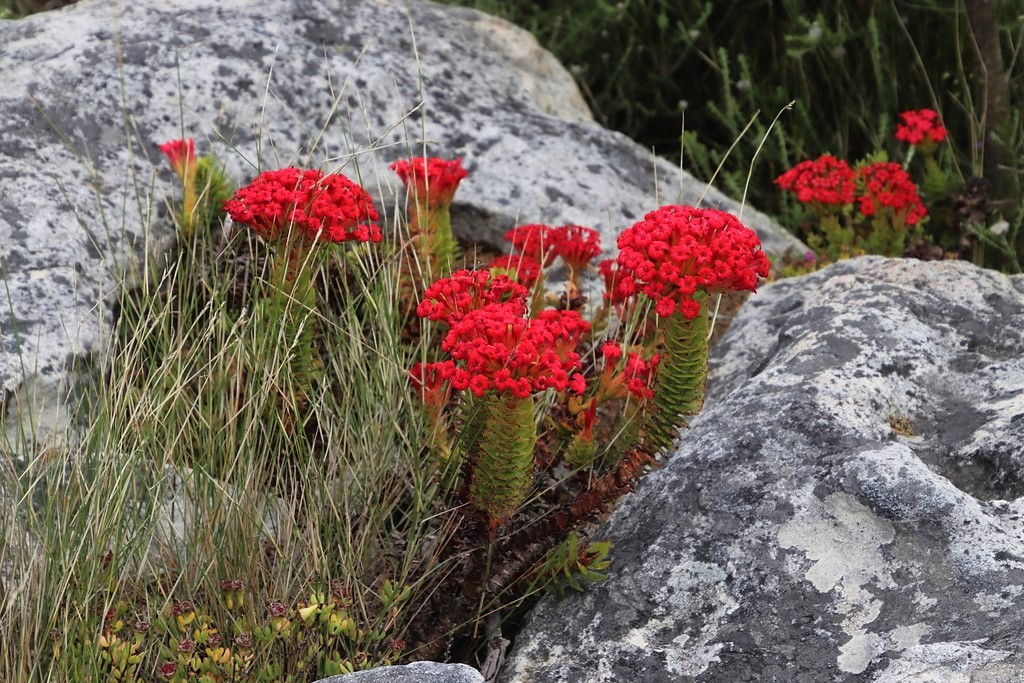
Цветение

Соцветие представляет собой цимозно-головчатый тирс с немногочисленными дихазиями. Цветки обычно сидят, с нечетким цветоносом. Чашечка состоит из лопастных долей длиной 15-22 мм, обычно разной длины. Лопасти острые, с краевыми ресничками, слегка мясистые, зеленого цвета. Венчик трубчатый, сросшийся у основания на 5-7 мм, обычно ало-красный, но также может быть белым с различными оттенками красного. Лепестки узколопатчатые, длиной 35-45 мм, острые, с загнутой частью шириной 4-5 мм. Тычинки с черными пыльниками. Чешуйки продолговатые, размером 1-1,2 х 0,2-0,3 мм, обычно округлые, слегка суженные к основанию, маломясистые, бледно-желтого цвета.
Опыление осуществляется бабочками, в частности, бабочкой горной гордости Meneris tulbaghia, которая, в отличие от других бабочек, предпочитает опылять ярко-красные цветы.

## Распространение
Интродуцирован на территории Новой Зеландии.

## Таксономия

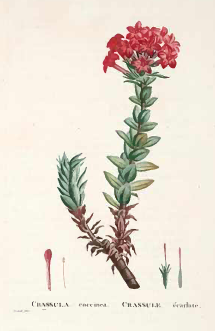
Ботаническая иллюстрация

Crassula coccinea L., первое упоминание в Sp. Pl., Т. 1, с. 282 (1753).

### Синонимы
Гомотипные (основанные на одном и том же номенклатурном типе):
- Danielia coccinea (L.) Lem. (1869)
- Dietrichia coccinea (L.) Tratt. (1812)
- Kalosanthes coccinea (L.) Haw. (1821)
- Larochea coccinea (L.) Pers. (1805)
- Rochea coccinea (L.) DC. (1799)
- Sedum rochea Kuntze (1898)

Гетеротипные (основанные на разных номенклатурных типах):
- Crassula versicolor Burch. (1818)
- Danielia versicolor (Burch.) Lem. (1869)
- Dietrichia versicolor (Burch.) Eckl. & Zeyh. (1837)
- Kalosanthes splendens F.W.Sm. (1836), no diagnostic descr.
- Kalosanthes versicolor (Burch.) Haw. (1821)
- Rochea versicolor (Burch.) Link (1821)